# سفيان الداهش
سفيان الداهش هو ممثل تونسي ولد في 23 افريل 1975 ]. مثل في عدة مسلسلات من أهمها نسيبتي العزيزة و«الهربة» و«زنقة الباشا» وفي برنامج السكاتشات الكوميدية «إضحك معنا».

## أعماله

### مسلسلات
- مال وآمال لعبد القادر الجربي وعبد الحكيم عليمي، 2005.
- نواصي وعتب لعبد القادر الجربي وعلالة نوايرية، 2006.
- عاشق السراب لالحبيب المسلماني وعلي اللواتي، 2009.
- أقفاص بلا طيور لعز الدين الحرباوي ونبيل بالسيدة وصادق الهلالي ومروة بن جميع وسلمى بكار وجمال شمس الدين، (بدور «مدرب ملاكمة»)2009.
- نسيبتي العزيزة 8 لصلاح الدين الصيد ويونس الفارحي، (بدور «حامد الكزدغلي»، 2010-2018.
- عنقود الغضب لنعيم بن رحومة وهشام العكرمي ونجيب مناصرية وعبد القادر بن الحاج نصر، 2012 (بدور رؤوف).
- شبيك لبيك (سيت كوم) لقيس شقير وعصام بوقرة وحمدي بن أحمد والصادق حلواس، 2012.
- دار الوزير لصلاح الدين الصيد ويونس الفارحي وسامية عمامي، 2012.
- الزوجة الخامسة لالحبيب المسلماني وجمال الدين خليف (ضيف شرف الحلقات 2 و4 و7 و10 و11) بدور رابح إبن أخ الطّاهر، 2013.
- سكول (الجزء 1) لزياد اليتيم ومالك بلحاج وسليم بن إسماعيل ورانيا القابسي، 2014 (بدور معز).
- محمد صالح الدغباجي وحنين الجبال لمحمد السياري وعلي بن سالم. وبوكثير دوما، 2015 (مسلسل إذاعي).
- مدرسة الرسول لأنور العياشي وعلي الدب، 2016.
- الكاستينغ (سيت كوم) لعمر الشريف وحمدي بن أحمد وحسام حمد وفتحي بوسهيلة، 2016.
- النبارة (ميني سيتكوم)، 2016 (تمثيل وتأليف).
- حومتنا، 2018 (مسلسل إذاعي).
- الهربة، لقيس شقير وبلال الميساوي على قناة التاسعة، رمضان 2019 (بدور «شكيب»).
- زنقة الباشا لنجيب مناصرية وسميرة بوعمود وظافر ناجي، 2019 (بدور «الطيب»).
- 2020: قلب الذيب للمخرج بسام الحمراوي وعلي مروان الشكي وعاهد كرماوي وليندا تركي ومعز البوزيري وسلمى هبي.
- سوبر تونسي 2024

### مسرحيات
- حسونة الليلي لصابر الحامي، 2003.
- البرني وجولييت لصابر الحامي، 2009.
- بين البينين لحاتم حشيشة، 2016.
- قانون عمر، 2019.
- طيور الليل.

### سكاتشات
- إضحك معنا، قناة التاسعة، 2018-2019.

### الظهور في البرامج التلفزيونية
- ديما لاباس مع نوفل الورتاني، قناة التاسعة، 2018.
- التمساح، قناة التونسية، 2012 (الحلقة 17).

## وصلات خارجية
- الداهش في قاعدة بيانات الأفلام العربية